# Trinidad Zaachila
Trinidad Zaachila är en kommunhuvudort i Mexiko.   Den ligger i kommunen Trinidad Zaachila och delstaten Oaxaca, i den sydöstra delen av landet, 400 km sydost om huvudstaden Mexico City. Trinidad Zaachila ligger 1 510 meter över havet och antalet invånare är 12 240.
Terrängen runt Trinidad Zaachila är kuperad åt sydväst, men åt nordost är den platt. Runt Trinidad Zaachila är det ganska tätbefolkat, med 172 invånare per kvadratkilometer. Närmaste större samhälle är Oaxaca de Juárez, 16,6 km norr om Trinidad Zaachila. Omgivningarna runt Trinidad Zaachila är en mosaik av jordbruksmark och naturlig växtlighet.